# Nannobrachium phyllisae
Nannobrachium phyllisae és una espècie de peix de la família dels mictòfids i de l'ordre dels mictofiformes.

## Morfologia
- Els mascles poden assolir 15,1 cm de longitud total.
- Nombre de vèrtebres: 35-36.[4]

## Hàbitat
És un peix marí i d'aigües profundes.

## Distribució geogràfica
Es troba al sud-est del Pacífic: Perú i Xile.